# Bernd Thijs
Bernd Thijs (Hasselt, 28 juni 1978) is een Belgisch voetbalcoach en voormalig profvoetballer. Hij was als centrale middenvelder actief voor Standard Luik, KRC Genk, Borussia Mönchengladbach, Trabzonspor en KAA Gent. Tussen 2002 en 2010 speelde hij zeven interlands voor de Rode Duivels.
Thijs stond als voetballer bekend omwille van zijn sobere speelstijl, tweevoetigheid en doelgerichte afstandschoten. Hij speelde meestal als defensieve middenvelder. Soms werd hij ook ingezet als noodoplossing in de verdediging.

## Clubcarrière
Thijs begon zijn carrière bij Standard Luik. In het seizoen 1995/96 maakte hij voor het eerste opwachting bij het eerste elftal. Hij speelde dat seizoen 14 wedstrijden, waarin hij eenmaal scoorde. Hij bleef hierna nog vier seizoenen bij Standard, waar hij 103 competitiewedstrijden speelde.
Na zijn periode bij Standard vertrok hij naar het Limburgse KRC Genk. Hij werd er meteen titularis en sterkhouder. In zijn eerste seizoen bij de club werd hij meteen titularis. Het seizoen erna speelde hij alle competitiewedstrijden, waarin hij 13 keer scoorde. Hij werd tevens voor het eerst Belgisch kampioen. Het was de tweede titel voor RC Genk.
Hierna speelde hij nog twee seizoenen voor Genk alvorens naar het Turkse Trabzonspor te vertrekken. Zijn periode bij Trabzonspor werd geen succes. Hij bleef maar één seizoen en speelde er slechts een 10-tal wedstrijden.
Na zijn mislukt Turks avontuur vertrok hij naar het Duitse Borussia Mönchengladbach. Hij speelde hier in drie seizoenen 44 wedstrijden in de Bundesliga, maar kwam er niet tot scoren. In juni 2007 beëindigde Borussia Mönchengladbach het contract met Thijs voortijdig.
In de zomer van 2007 vertrok hij naar de Belgische club KAA Gent. Hij wierp zich hier meteen op als dé leider in de kleedkamer, maar werd wel geremd door blessures. In zijn eerste drie seizoenen speelde Thijs een twintigtal wedstrijden per seizoen. In het seizoen 2009/10 veroverde Gent met Thijs als kapitein de Beker van België. In het daaropvolgende seizoen, 2010/11 speelde hij vaker en kwam over alle competities samen aan 40 wedstrijden waarin hij acht doelpunten maakte. In het seizoen 2011/12 scoorde hij twaalf doelpunten in 32 wedstrijden. Het daaropvolgende seizoen speelde hij door blessures echter nog maar twee wedstrijden.

## Clubstatistieken
| Seizoen         | Club                     | Land               | Competitie      | Competitie | Competitie | Beker | Beker | Internationaal | Internationaal | Totaal | Totaal |
| Seizoen         | Club                     | Land               | Competitie      | Wed.       | Dlp.       | Wed.  | Dlp.  | Wed.           | Dlp.           | Wed.   | Dlp.   |
| --------------- | ------------------------ | ------------------ | --------------- | ---------- | ---------- | ----- | ----- | -------------- | -------------- | ------ | ------ |
| 1995/96         | Standard Luik            | Vlag van België    | Jupiler League  | 14         | 1          | 0     | 0     | 0              | 0              | 14     | 1      |
| 1996/97         | Standard Luik            | Vlag van België    | Jupiler League  | 29         | 3          | 0     | 0     | 0              | 0              | 29     | 3      |
| 1997/98         | Standard Luik            | Vlag van België    | Jupiler League  | 12         | 0          | 0     | 0     | 0              | 0              | 12     | 0      |
| 1998/1999       | Standard Luik            | Vlag van België    | Jupiler League  | 19         | 0          | 0     | 0     | 0              | 0              | 19     | 0      |
| 1999/00         | Standard Luik            | Vlag van België    | Jupiler League  | 29         | 11         | 0     | 0     | 0              | 0              | 29     | 11     |
| 2000/01         | KRC Genk                 | Vlag van België    | Jupiler League  | 19         | 3          | 0     | 0     | 2              | 1              | 21     | 4      |
| 2001/02         | KRC Genk                 | Vlag van België    | Jupiler League  | 29         | 9          | 0     | 0     | 0              | 0              | 29     | 9      |
| 2002/03         | KRC Genk                 | Vlag van België    | Jupiler League  | 21         | 8          | 0     | 0     | 5              | 0              | 26     | 8      |
| 2003/04         | KRC Genk                 | Vlag van België    | Jupiler League  | 29         | 9          | 0     | 0     | 0              | 0              | 29     | 9      |
| 2004/05         | Trabzonspor              | Vlag van Turkije   | Süper Lig       | 11         | 0          | 0     | 0     | 2              | 0              | 13     | 0      |
| 2004/05         | Borussia Monchengladbach | Vlag van Duitsland | Bundesliga      | 15         | 0          | 0     | 0     | 0              | 0              | 15     | 0      |
| 2005/06         | Borussia Monchengladbach | Vlag van Duitsland | Bundesliga      | 15         | 0          | 1     | 0     | 0              | 0              | 16     | 0      |
| 2006/07         | Borussia Monchengladbach | Vlag van Duitsland | Bundesliga      | 14         | 0          | 2     | 0     | 0              | 0              | 16     | 0      |
| 2007/08         | KAA Gent                 | Vlag van België    | Jupiler League  | 22         | 1          | 0     | 0     | 0              | 0              | 22     | 1      |
| 2008/09         | KAA Gent                 | Vlag van België    | Jupiler League  | 14         | 4          | 1     | 0     | 4              | 2              | 19     | 6      |
| 2009/10         | KAA Gent                 | Vlag van België    | Jupiler League  | 18         | 3          | 4     | 0     | 0              | 0              | 22     | 3      |
| 2010/11         | KAA Gent                 | Vlag van België    | Jupiler League  | 26         | 7          | 5     | 1     | 9              | 0              | 40     | 8      |
| 2011/12         | KAA Gent                 | Vlag van België    | Jupiler League  | 30         | 11         | 2     | 1     | 0              | 0              | 32     | 12     |
| 2012/13         | KAA Gent                 | Vlag van België    | Jupiler League  | 2          | 1          | 0     | 0     | 0              | 0              | 2      | 1      |
| 2013/14         | KAA Gent                 | Vlag van België    | Jupiler League  | 0          | 0          | 0     | 0     | 0              | 0              | 0      | 0      |
| Carrière totaal | Carrière totaal          | Carrière totaal    | Carrière totaal | 368        | 71         | 15    | 2     | 22             | 3              | 405    | 76     |

## Interlandcarrière
Thijs speelde zeven wedstrijden voor de nationale ploeg van België en zat in de selectie voor het WK 2002.

## Interlands
| Interlands van Bernd Thijs | Interlands van Bernd Thijs | Interlands van Bernd Thijs | Interlands van Bernd Thijs | Interlands van Bernd Thijs | Interlands van Bernd Thijs |
| Nr.                        | Datum                      | Wedstrijd                  | Uitslag                    | Soort Wedstrijd            | Goals                      |
| Als speler van Racing Genk | Als speler van Racing Genk | Als speler van Racing Genk | Als speler van Racing Genk | Als speler van Racing Genk | Als speler van Racing Genk |
| -------------------------- | -------------------------- | -------------------------- | -------------------------- | -------------------------- | -------------------------- |
| 1.                         | 14 mei 2002                | België - Algerije          | 0-0                        | Vriendschappelijk          | -                          |
| 2.                         | 26 mei 2002                | België - Costa Rica        | 1-0                        | Vriendschappelijk          | -                          |
| 3.                         | 7 september 2002           | België - Bulgarije         | 0-2                        | EK Kwalificatie 2004       | -                          |
| 4.                         | 12 oktober 2002            | België - Andorra           | 0-1                        | EK Kwalificatie 2004       | -                          |
| 5.                         | 12 februari 2003           | Algerije - België          | 1-3                        | Vriendschappelijk          | -                          |
| Als speler van KAA Gent    |                            |                            |                            |                            |                            |
| 6.                         | 19 mei 2010                | België - Bulgarije         | 2-1                        | Vriendschappelijk          | -                          |
| 7.                         | 11 augustus 2010           | Finland - België           | 1-0                        | Vriendschappelijk          | -                          |
| Totaal                     | Totaal                     | Totaal                     | Totaal                     | Totaal                     | 0                          |

Bijgewerkt t/m 11 augustus 2010

## Trainerscarrière
Op 9 april 2014 werd Mircea Rednic ontslagen als trainer van KAA Gent en volgde diens assistent Peter Balette hem op. Thijs, die al meer dan een jaar niet meer had gespeeld wegens blessures, beëindigde zijn spelerscarrière om hulptrainer te worden. Hij bleef er ook in het seizoen 2014/15 samen met Peter Balette op post als hulptrainer onder Hein Vanhaezebrouck. In dat seizoen werd Gent voor het eerst in zijn 115-jarige bestaan landskampioen. Ook in de daaropvolgende seizoenen bleef Thijs, die in 2016 het UEFA Pro Licence-diploma behaalde, hulptrainer bij Gent, ook na het vertrek van Hein Vanhaezebrouck en de aanstelling van Yves Vanderhaeghe als hoofdtrainer in oktober 2017.
In mei 2018 werd Thijs op drie speeldagen van het einde van Play-off 1 onverwacht ontslagen bij KAA Gent. Drie maanden later vond hij een nieuwe uitdaging in het buitenland. Besnik Hasi nam hem mee naar Saoedi-Arabië om assistent-trainer te worden bij Al-Raed, waar ze drie jaar samenwerkten.
In november 2023 ging Thijs opnieuw aan de slag bij Standard Luik, waar Carl Hoefkens een nieuwe T2 zocht na het vertrek van Yaya Touré naar de nationale ploeg van Saoedi-Arabië. Na het ontslag van Hoefkens kort voor de jaarwisseling bleef Thijs ook aan onder Ivan Leko, die het seizoen 2023/24 afsloot op een teleurstellende tiende plaats in de reguliere competitie en geen enkele overwinning in de Europe Play-offs. Midden juni 2024 maakte Standard bekend dat het aflopende contract van Thijs niet verlengd werd.
Op 30 augustus 2024 kondigde de Hongaarse eersteklasser Győri ETO FC, waar de Belg Steven Vanharen kort daarvoor sportief directeur was geworden, aan dat Thijs bij hen aan de slag ging als assistent van hoofdtrainer Balázs Borbély.

## Erelijst

### Als speler
| Competitie        |          |          |          |          |
| Competitie        | Aantal   | Jaren    |          |          |
| KRC Genk          | KRC Genk | KRC Genk | KRC Genk | KRC Genk |
| ----------------- | -------- | -------- | -------- | -------- |
| Belgisch kampioen | 1x       | 2001/02  |          |          |
| KAA Gent          |          |          |          |          |
| Beker van België  | 1x       | 2009/10  |          |          |